# Grande brize
Pour les articles homonymes, voir Brize (homonymie).
Briza maxima
Espèce
Classification APG III (2009)
La Grande brize ou Grande amourette (Briza maxima) est une espèce de plantes herbacées annuelles de la famille des Poaceae (graminées). Elle est originaire d'Afrique du Nord, des Açores, d'Asie occidentale et du sud de l'Europe et est cultivée ou naturalisée dans les îles Britanniques, en Australasie, dans l'ouest des États-Unis, en Amérique centrale et du Sud et à Hawaii.
Elle atteint une hauteur de 60 cm avec des épillets de 8 à 18 mm de long teintés de rouge à maturité composés de 8 à 20 fleurs aux étamines plus courtes que les fleurs.

## Utilisations
- Plante ornementale. Elle est parfois cultivée comme plante annuelle ornementale, souvent plantée dans les rocailles; elle est appréciée pour la confection de bouquets secs[1].

- Plante fourragère. Sa valeur alimentaire est médiocre; on la rencontre dans les prairies permanentes surtout en sol acide et séchant[2].

## Galerie

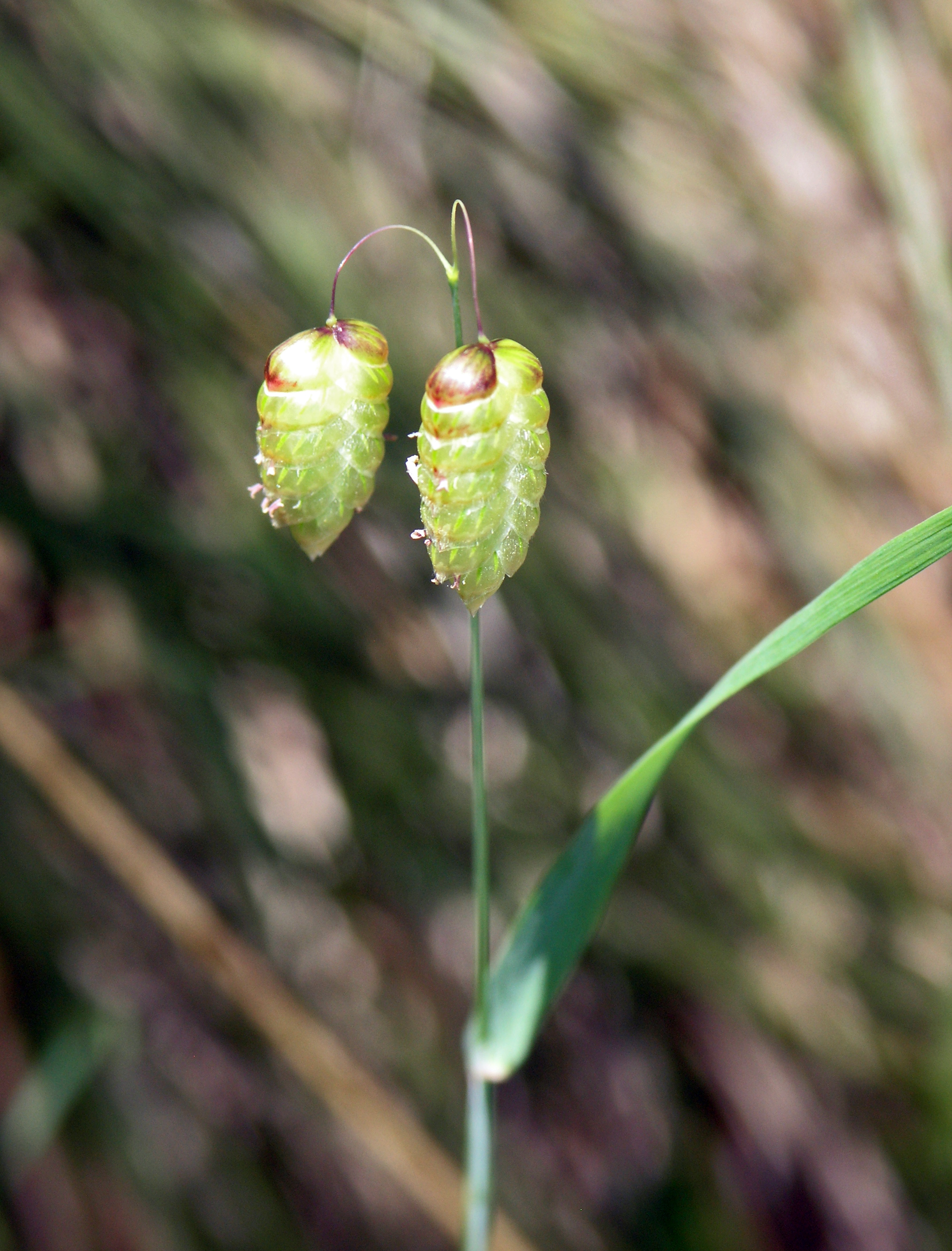
Épillets
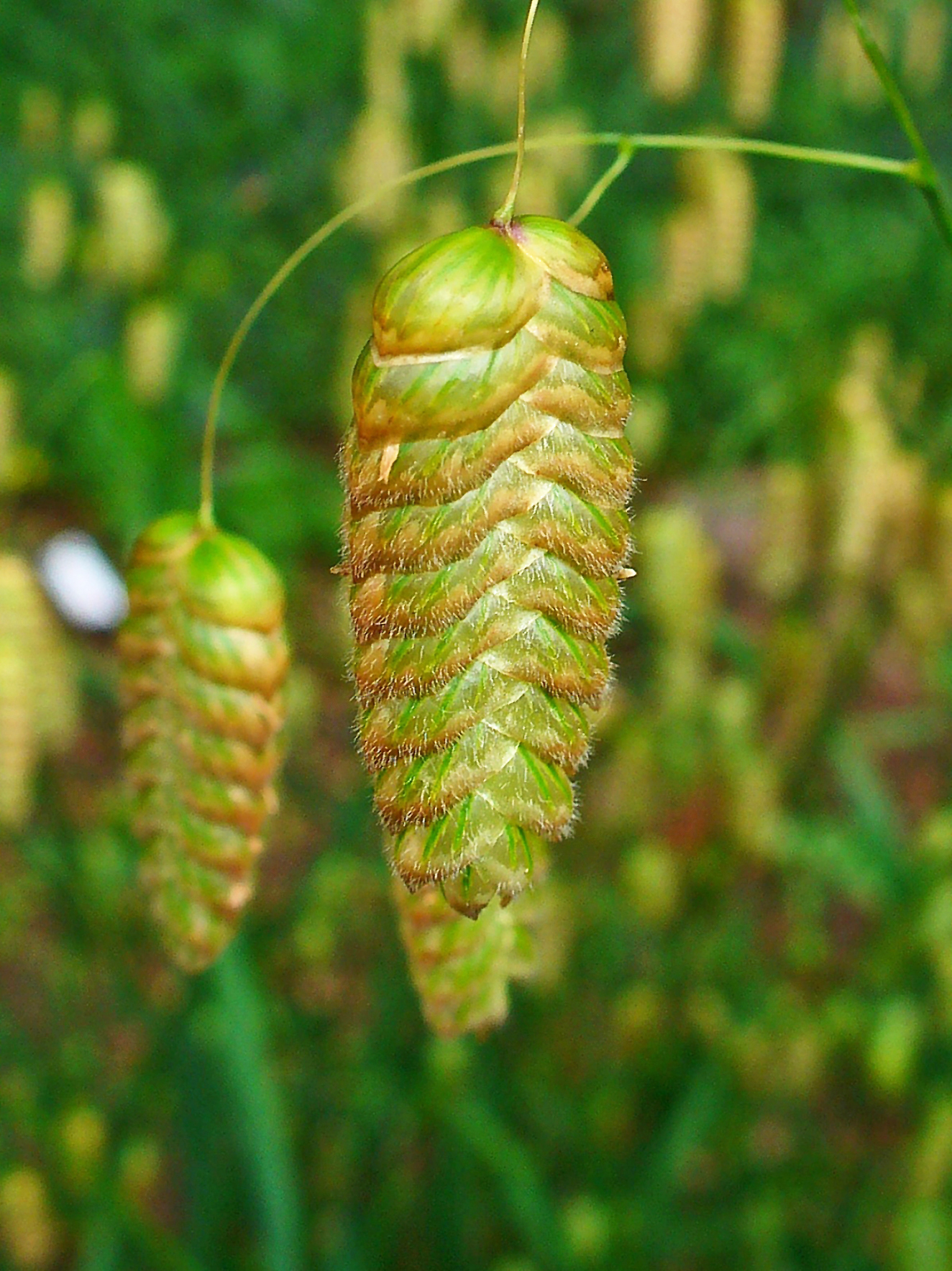
Épillets
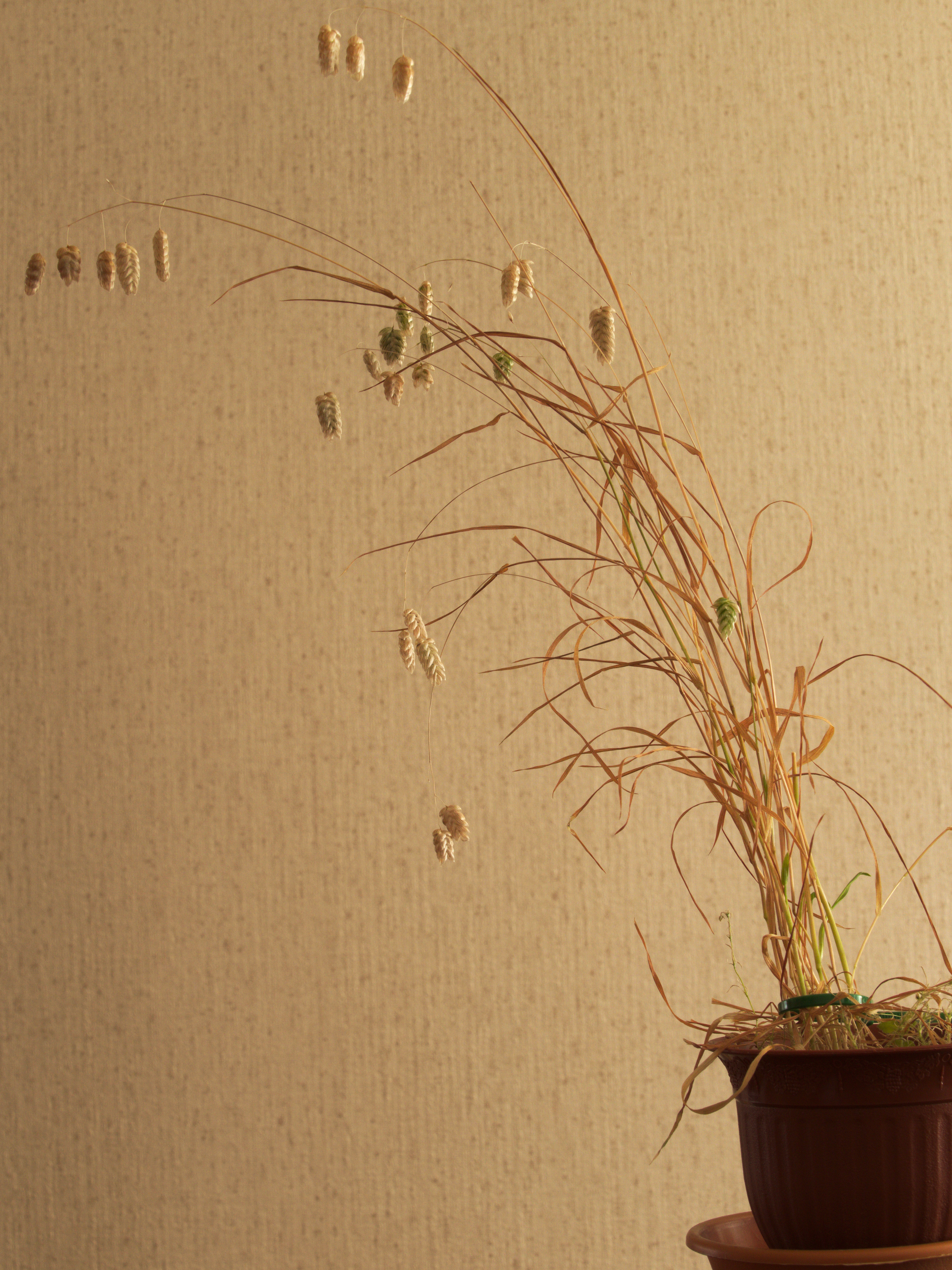
Épis presque mûrs